# Українсько-ірландські відносини
Ірландія визнала Україну 31 грудня 1991, дипломатичні стосунки між країнами були встановлені 1 квітня 1992. З 2000 в Україні і в Ірландії функціонують почесні консульства, з 2003 в Ірландії діє українське посольство, а з 2021 в Україні — ірландське посольство. 

## Підґрунтя відносин
Ірландія розглядає Україну як чинник стабільності і безпеки в регіоні і Європі в цілому і позначає її серед інших держав, які нині існують на геополітичному просторі Східної Європи.
У принциповому плані ірландська сторона висловлює зацікавленість в підтримці дружніх двосторонніх відносин між Україною і Ірландією і тісної співпраці в рамках міжнародних організацій, перш за все, ООН. Ірландія заявляє про підтримку євроінтеграційних прагнень України і розширення співпраці між Україною і ЄС.
Разом з тим слід враховувати, що враховуючи обмеженість ресурсів державних структур в Ірландії, перш за все людських і інституційних, відносини з Україною не належать до зовнішньополітичних пріоритетів цієї країни.

## Історія
У 1916 представники українського та ірландського національних рухів зустрілися на Третій конференції народів у Лозанні, організованій Союзом народів.
Поряд із задекларованим бажанням сторін розвивати двосторонні відносини, за 10 років з часу встановлення дипломатичних стосунків  між Україною і Ірландією візити високого та найвищого рівнів не проводилися (окрім короткочасної зустрічі Президента України з Прем'єр-міністром Ірландії в Шенноне 23 жовтня 1994 р.).
Політичні взаємини між країнами будуються в основному на рівних зустрічах Міністрів обох держав у рамках міжнародних форумів — в рамках сесії ГА ООН (2001 р.), засідань РЄАП (2000 р.) і РМ ОБСЄ (2000 р.).
Як перший крок до встановлення політичних контактів на вищому рівні починаються політичні консультації на рівні Політичних директорів МЗС України і ДІД Ірландії, перші з яких пройшли 7 жовтня 2002 р. у Києві.
В Ірландії діє посольство України (з 2003), в Україні — посольство Ірландії (з 2021).

## Договірно-правова база
Дипломатичні відносини між Україною та Ірландією здійснюються на підставі Віденської конвенції про дипломатичні зносини 1961 року. Базою консульських відносин є Віденська конвенція про консульські зносини 1963 року.
Україна та Ірландія є сторонами багатьох універсальних конвенцій ООН, що охоплюють різні сфери двостороннього співробітництва. Ірландія як держава-член ЄС співпрацює з Україною на основі угод, укладених між Україною та Європейським Союзом.
На сьогодні між Україною та Ірландією укладено та успішно виконується 6 двосторонніх документів міжвідомчого характеру, сторонами яких є компетентні міністерства обох держав.
Слід відзначити участь Ірландії в реалізації Меморандуму про взаєморозуміння між Урядом України і Програмою розвитку Організації Об'єднаних Націй щодо підтримки реформування системи державної служби у рамках адміністративної реформи, підписаному 25 жовтня 2007 року в м. Київ. У рамках цієї угоди Ірландія виділила 1 млн. € на підтримку адміністративної реформи в Україні.
Сторонами ведеться постійна робота з розширення договірно-правової бази двосторонніх відносин. Зокрема, 23 червня 2011 року завершено переговорний процес з укладення двосторонньої конвенції про уникнення подвійного оподаткування.
Крім того, Україна надає виключного значення необхідності скорішого початку переговорів з укладення міжурядової угоди про спрощення оформлення віз, проєкт якої було підготовлено на основі угоди між Україною та ЄС.
На розгляді ірландської сторони знаходяться також проєкти міжурядових угод про співробітництво в митних справах та у сфері обміну митною статистичною інформацією, на розгляді МВС України проєкт угоди про співробітництво у боротьбі зі злочинністю, про повітряне сполучення.

### Перелік чинних двосторонніх договорів
Протокол про встановлення дипломатичних відносин між Україною та Ірландією (укладений 1 квітня 1992 р);
Меморандум про взаєморозуміння між Міністерством транспорту України та Департаментом зв'язку, морських та природних ресурсів Ірландії про визнання дипломів (сертифікатів) моряків відповідно до вимог Правила 1/10 Міжнародної конвенції про підготовку і дипломування моряків та несення вахти 1978 року, з поправками 1995 року.
Меморандум про взаєморозуміння між Міністерством закордонних справ України та Департаментом закордонних справ Ірландії про проведення політичних консультацій високого рівня від 5 липня 2005 р.
Меморандум про взаєморозуміння щодо співробітництва в галузі культури між Міністерством культури та туризму України та Міністерством культури, спорту та туризму Ірландії від 8 лютого 2006 р.
Меморандум про взаєморозуміння щодо співробітництва в галузі освіти та науки між Міністерством освіти та науки України та Міністерством освіти та науки Ірландії від 8 лютого 2006 р.
Меморандум про взаєморозуміння між Державним комітетом України з питань технічного регулювання та споживчої політики (ДССУ) та Національним органом Ірландії (NSAI) у сфері стандартизації, оцінки відповідності та метрології від 27 липня 2006 р.

### Стан торговельно-економічних відносин та інвестиційної діяльності
Протягом 2010–2013 років намітилися позитивні тенденції у нарощуванні обсягів українсько-ірландської торгівлі. Серйозного поштовху розвитку двостороннього економічного співробітництва, передусім в інвестиційній сфері, надасть набрання чинності двосторонньою Конвенцією про уникнення подвійного оподаткування, підписаної сторонами 18 квітня 2013 року у Києві.
Попри несприятливі глобальні економічні тенденції за 2010–2012 рр. обсяг двосторонньої торгівлі товарами та послугами між Україною та Ірландією більш ніж подвоївся і склав 325 млн. $. У 2012 році експорт товарів та послуг до Ірландії зріс на 88% і склав 140,7 млн. $, імпорт скоротився на 2% і склав 184,3 млн. $.
За І півріччя 2013 року товарообіг товарами і послугами зріс на 75% (на 90 млн. $) та склав 223,3 млн. $.
Експорт товарів і послуг зріс у 2,5 рази (на — 76,7 млн. $) і склав 127,7 млн. $.
Імпорт товарів і послуг зріс на 16% (на 13,6 млн. $) і склав 95,6 млн. $.
Сальдо для України позитивне — 32,1 млн. $.
Станом на 1 січня 2013 року ірландські інвестиції в економіку України збільшилися на 6,9% — до 168,1 млн. $.

### Науково-технічна співпраця
Ірландія бере участь у виконанні наукових та освітянських проєктів ЄС, які стосуються України, зокрема, в рамках «European Neighbourhood and Partnership Instrument», а також програми «TEMPUS».
Сучасні українські та ірландські наукові пріоритети збігаються, зокрема, на наступних напрямах: хімія і фармацевтика, розробка комп'ютерів, програмного забезпечення і телекомунікаційних технологій, охорона здоров'я, створення нових матеріалів та технологічних процесів.
14 липня 2011 року у м. Голвей Посол України зустрівся з керівництвом Інституту цифрових технологій та підприємництва (DERI). Цей інститут є провідним у сфері наукових досліджень. Під час зустрічі були обговорені можливості налагодження науково-технічного співробітництва DERI з українськими дослідними установами.
Реалізуються можливості налагодження співробітництва між українськими та ірландськими вищими навчальними закладами у формі обміну стажерами, реалізації спільних освітніх програм підготовки спеціалістів, аспірантів та докторів наук, а також проведення спільних наукових досліджень.
Обговорюються можливості взаємовигідної співпраці між Україною та Ірландією у галузі енергозбереження та використання відновних джерел енергії.

### Культурно-гуманітарне співробітництво
Розвиток двостороннього культурно-гуманітарного співробітництва базується на положеннях Меморандуму про взаєморозуміння стосовно співробітництва в галузі освіти і науки між Міністерством освіти і науки України та Міністерством освіти й науки Ірландії та Меморандуму про взаєморозуміння між Міністерством культури і туризму України та Міністерством культури, спорту й туризму Ірландії стосовно співробітництва в галузі культури. Моніторинг виконання сторонами зазначених міжнародних документів не виявив проблемних питань щодо їх імплементації.
Основними напрямками діяльності в культурно-гуманітарній сфері є:
- коммеморативні заходи, присвячені вшануванню жертв Голодомору 1932-33 рр. в Україні та роковинам аварії на Чорнобильській АЕС;
- сприяння гуманітарним акціям ірландської сторони в Україні;
- популяризація України та покращення її іміджу в країні перебування;
- робота з українською громадою.